# 1994 RN1
1994 RN1 är en asteroid i huvudbältet som upptäcktes den 8 september 1994 av de båda japanska astronomerna Takeshi Urata och Yoshisada Shimizu vid Nachi-Katsuura-observatoriet.
Asteroiden har en diameter på ungefär 4 kilometer.